# Толука (футбольный клуб)
«Толу́ка» (исп. Deportivo Toluca Fútbol Club) — мексиканский футбольный клуб из города Толука-де-Лердо, столицы штата Мехико. «Толука» — традиционно одна из сильнейших мексиканских команд, занимает третье место (после «Америки» и «Гвадалахары») в Мексике по количеству выигранных чемпионатов — 10. Также «Толука» дважды выигрывала Кубок чемпионов КОНКАКАФ.

## История
«Толука» была основана 12 февраля 1917 года братьями Романом и Херардо Ферратами, а также Филиберто Навасом. В 1950 году «Толука» вошла в профессиональный Второй Дивизион Мексики, выиграв его и перейдя в Примеру в 1953 году. Тренер Игнасио Трельес привёл команду к двум подряд победам в сезонах 1966 и 1967 годов. В 1975 году Рикардо де Леон привёл «Толуку» к третьему чемпионству. Команда играла в очень закрытый и оборонительный футбол, который подвергался критике.
В 1997 году команду возглавил Энрике Меса. В годы его руководства команда играла в ультра-атакующий футбол (такие счета, как 5:3, были в порядке вещей для той команды). Этот стиль очень подходил для великого бомбардира парагвайца Хосе Сатурнино Кардосо, четырежды выигрывавшего титул лучшего бомбардира Мексики, а в 2002 году признанного футболистом года в Южной Америке — даже несмотря на победу сборной Бразилии на Чемпионате Мира в Японии и Корее.

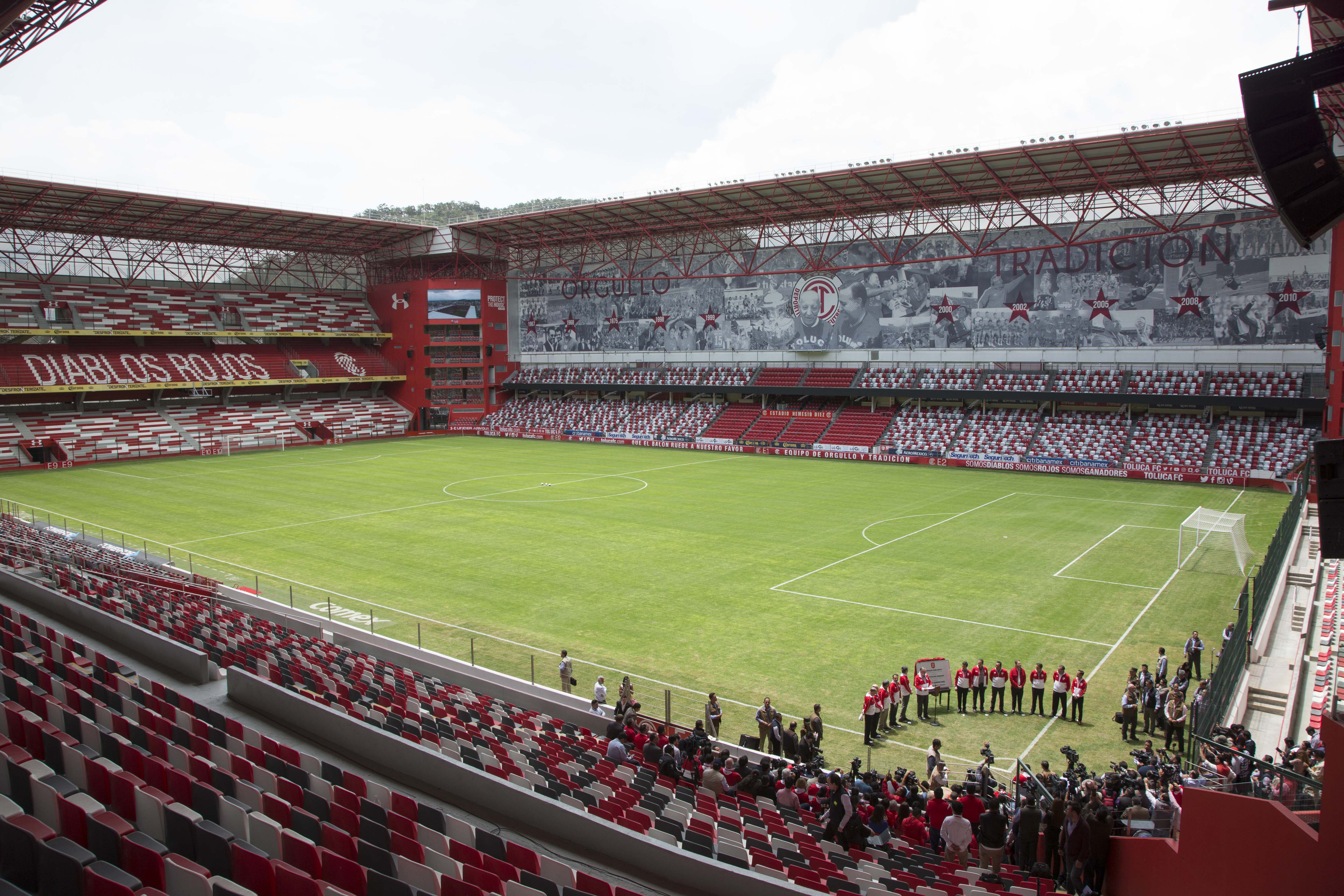
Стадион Немесио Диес после реконструкции в 2017 году

При Месе Толука трижды становилась чемпионом страны. В 2002 году клуб возглавил аргентинец — чемпион мира Рикардо Лавольпе. В самый разгар сезона он был вынужден уйти из команды, чтобы возглавить сборную Мексики, которую доведёт впоследствии до 1/8 финала чемпионата мира 2006 года. Однако «Толука» всё же стала чемпионом Мексики. В 2005 году «Толука» вновь стала чемпионом, выиграв Апертуру по сумме двух встреч со счётом 6:3 у «Монтеррея». А в 2010 году стала чемпионом в Бисентенарио, победив в серии посматчевых пенальти «Сантос Лагуну».

## Достижения
- Чемпион Мексики (10): 1966/67, 1967/68, 1974/75, Лет. 1998, Лет. 1999, Лет. 2000, Ап. 2002, Ап. 2005, Ап. 2008, Бис. 2010
- Вице-чемпион Мексики (7): 1956/57, 1957/58, 1970/71, Зима 2000, Ап. 2006, Ап. 2012, Кл. 2018
- Чемпион второго дивизиона (1): 1952/53
- Обладатель Кубка Мексики (2): 1956, 1989
- Обладатель трофея Чемпион чемпионов Мексики (4): 1967, 1968, 2002/03, 2005/06
- Обладатель Кубка чемпионов КОНКАКАФ (2): 1968, 2003